# 魯斯蘭·羅坦
魯斯蘭·羅坦（烏克蘭語：Руслан Петрович Ротань，1981年10月29日—）是烏克蘭的一位著名足球運動員。在場上司職中場他代表烏克蘭國家足球隊參賽。現為烏克蘭U21主教練。